# سپاه صاحب‌الزمان اصفهان

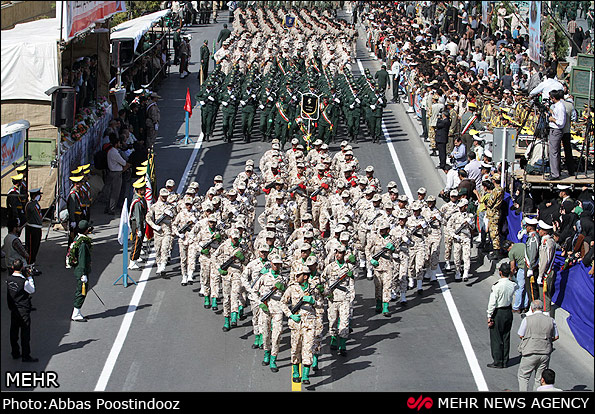
رژه نیروهای سپاه صاحب‌الزمان اصفهان در سالگرد جنگ ایران و عراق در سال ۱۳۹۲، اصفهان

سپاه صاحب‌الزمان اصفهان یگان نظامی-امنیتی و از سپاه‌های استانی زیرمجموعه سپاه پاسداران انقلاب اسلامی است، که ستاد فرماندهی آن در شهر اصفهان مستقر می‌باشد و وظیفه فرماندهی و کنترل کلیه یگان‌های سپاه و بسیج مستقر در استان اصفهان را برعهده دارد. سپاه صاحب‌الزمان اصفهان در سال ۱۳۸۷ در پی تغییر ساختار در سپاه پاسداران تأسیس شد و نخستین فرمانده آن سرتیپ پاسدار غلامرضا سلیمانی بود. مهم‌ترین یگان‌های زیرمجموعه این سپاه، لشکر ۱۴ امام حسین، لشکر ۸ زرهی نجف اشرف و گروه ۴۰ مهندسی صاحب‌الزمان از نیروی زمینی سپاه، همچنین ۲۸ سپاه ناحیه‌ای (نواحی بسیج شهرستان‌های استان) همچون سپاه اصفهان، سپاه کاشان، سپاه نجف‌آباد، سپاه گلپایگان و سپاه شاهین‌شهر می‌باشند. در حال حاضر سرتیپ پاسدار مجتبی فداء فرماندهی سپاه صاحب‌الزمان اصفهان را برعهده دارد.